# Manuel León Moncasí y Castel

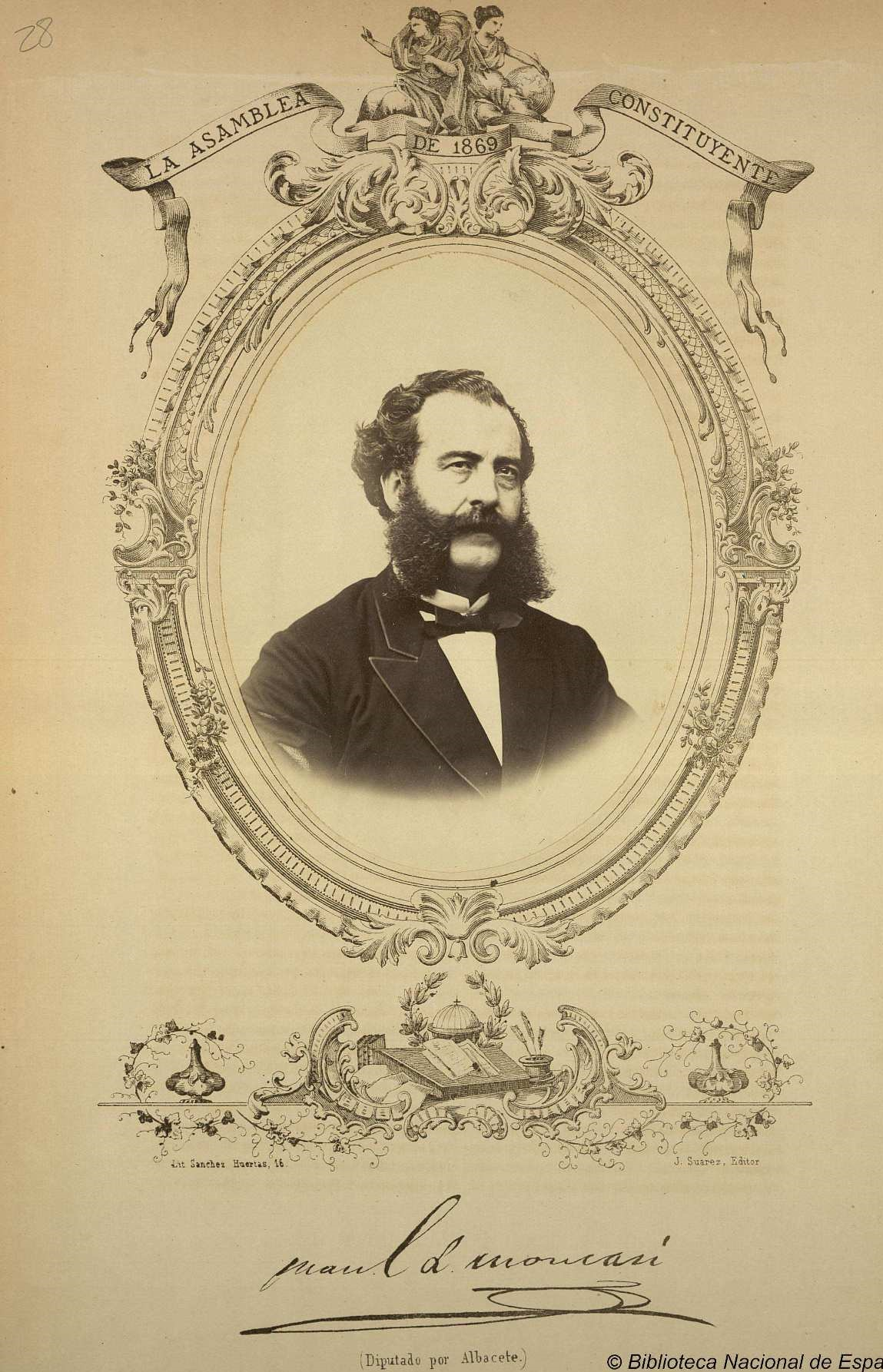
Manuel León Moncasi, fotografía de José Suárez sobre orla litográfica de Sánchez. Inscripción: «La Asamblea Constituyente de 1869 / [facsímil de la firma / (Diputado por Albacete)». Biblioteca Nacional de España

Manuel León Moncasi y Castel (Albelda, 11 de abril de 1827-Madrid, 17 de abril de 1882) fue un abogado y político español, diputado a Cortes y gobernador civil de Barcelona durante el sexenio revolucionario. En 1872 fue promovido por la Sala de Gobierno del Consejo Supremo, y nombrado ministro togado del Consejo Supremo de la Guerra.

## Biografía
Pertenecía a una familia de terratenientes liberales de La Litera. Licenciado en derecho, era hermano de Francisco Moncasi y Castel, senador por la provincia de Huesca en varias legislaturas y vitalicio de 1893 a 1902. Hizo sus primeros estudios en el colegio de las Escuelas Pías de Zaragoza, continuándolos después en la Universidad de Barcelona donde se licenció en Derecho en 1850, cursando posteriormente el doctorado en dicha universidad.
La familia Moncasi vivió azarosamente los años que siguieron al trienio liberal (1820 a 1823). Su tío Francisco tuvo que huir a Francia para salvarse de la horca. 
Casó (1857) con Felicia de Alvear y Fernández de Lara, condesa viuda de San Félix y vizcondesa viuda de Casa González. 

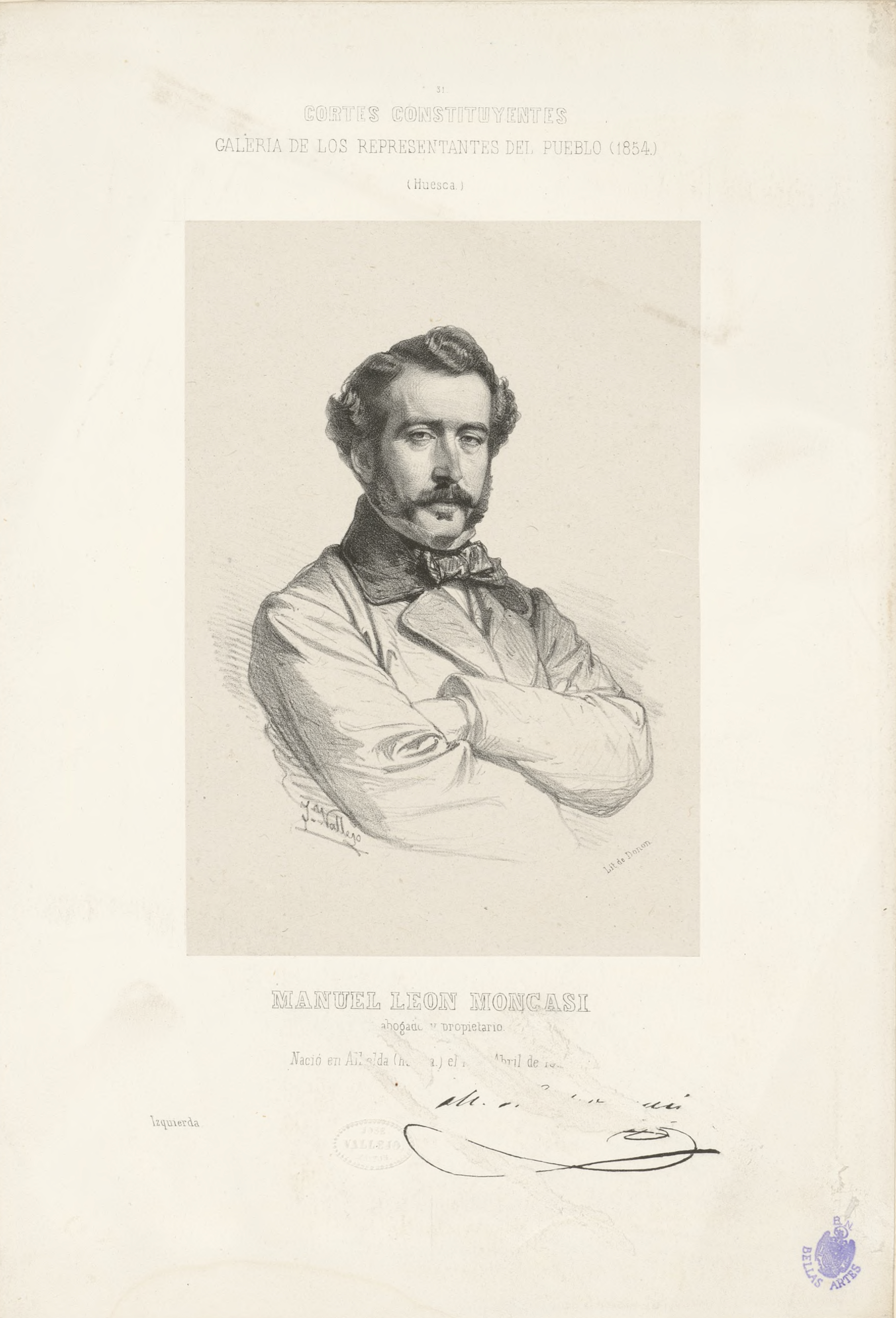
«MANUEL LEON MONCASI / abogado y propietario / Nació en Albelda (Huesca.) el 11 de abril de 1827. / Izquierda».

Activo en política, en 1854 fue elegido diputado por Huesca por el Partido Progresista. No volvió a participar en política hasta la revolución de 1868. 
En octubre de 1868 fue nombrado gobernador civil de Barcelona, y, a pesar de las reticencias de las autoridades locales por la forma en que fue nombrado, mantuvo una actitud conciliadora con el ayuntamiento de Barcelona y los manifestantes republicanos.
Dejó el cargo cuando fue elegido diputado por Huesca en las elecciones generales españolas de 1869, aunque finalmente ocuparía el escaño de Albacete. 
Fue elegido diputado por Benabarre en las elecciones generales españolas de 1871, abril de 1872 y agosto de 1872.
En 1872 fue promovido por la Sala de Gobierno del Consejo Supremo, y nombrado ministro togado del Consejo Supremo de la Guerra.
Durante la restauración borbónica fue subsecretario de Gracia y Justicia y accionista de la Institución Libre de Enseñanza en 1876. Fue elegido senador por la provincia de Huesca en las legislaturas 1879-1880 y 1880-1881.
Volvió a ser elegido diputado por el distrito de Benabarre en las elecciones generales españolas de 1881, pero murió el 17 de abril de 1882 en Madrid.